# Jakob Glesnes
Jakob Glesnes (Sotra, Noruega, 25 de marzo de 1994) es un futbolista noruego. Juega de defensa y su equipo actual es el Philadelphia Union de la Major League Soccer.

## Clubes
| Club                             | País           | Año           |
| -------------------------------- | -------------- | ------------- |
| Hald FK                          | Noruega        | 2010          |
| Løv-Ham Fotball/FK Fyllingsdalen | Noruega        | 2010-2015     |
| Åsane Fotball                    | Noruega        | 2015-2016     |
| Sarpsborg 08 FF                  | Noruega        | 2016          |
| Strømsgodset IF                  | Noruega        | 2016-2019     |
| Philadelphia Union               | Estados Unidos | 2020-presente |